# Premier League Asia Trophy
Premier League Asia Trophy (còn được gọi là Barclays Asia Trophy theo tên là nhà tài trợ, trước đó có tên FA Premier League Asia Cup),  là giải đấu giao hữu bóng đá trước mùa giải. gồm có 4 đội được tổ chức tại châu Á 2 năm một lần. Giải đấu có sự tham dự của ba câu lạc bộ bóng đá Premier League và đội chủ nhà.

## Lịch sử
Do sự phổ biến rộng rãi của Premier League ở châu Á, giải đấu trước mùa giải được diễn ra ở châu Á từ năm 2003. Ban đầu có tên gọi FA Premier League Asia Cup, giải đấu duy nhất có liên quan đến Premier League tổ chức bên ngoài nước Anh.
The Asia Trophy được tổ chức hai năm một lần vào năm lẻ, nhằm tránh FIFA World Cup và Giải bóng đá vô địch châu Âu.

### Malaysia 2003
Tháng Bảy 2003, giải đấu được tổ chức ở Malaysia, với sự tham gia của ba câu lạc bộ Premier League (Chelsea, Newcastle United và Birmingham City) và ĐTQG Malaysia. Tất cả các trận đấu đều được diễn ra trên Sân vận động Bukit Jalil (với sức chứa 80.000 khán giả). Chelsea đã giành chiến thắng trong trận chung kết trước Newcastle United sau loạt sút luân lưu. Trước đó Chelsea đã đánh bại đội tuyển quốc gia Malaysia 4–1 với các bàn thắng của Glen Johnson, Frank Lampard, Eiður Guðjohnsen và Jimmy Floyd Hasselbaink.

### Thái Lan 2005
Năm 2005, the Asia Trophy diễn ra với thể thức tương tự, nhưng được tổ chức ở Thái Lan với sự tham dự của đội tuyển quốc gia Thái Lan tranh tài cùng Everton, Manchester City và Bolton Wanderers, Bolton là đội giành chức vô địch giải đấu.

### Hồng Kông 2007
Giải đấu được diễn ra ở Hồng Kông năm 2007, Nam Hoa là đội đại diện cho nước chủ nhà với tư cách đội vô địch Hong Kong FA Cup 2006–07 cùng với Liverpool, Portsmouth, Fulham. Portsmouth thắng 1–0 trong trận bán kết thứ nhất bằng bàn thắng của Benjani phút thứ 45. Liverpool thắng 3–1 South China trong trận bán kết còn lại nhờ cú sút phạt của Riise và một quả phạt đền của Alonso. Nam Hoa rút ngắn tỉ số sau cú sút phạt từ khoảng cách 40-yard của Lý Hải Cường, nhưng Daniel Agger đã ghi bàn ấn định 3–1. Fulham đánh bại Nam Hoa 4–1 trong trận tranh hạng ba. Portsmouth đánh bại Liverpool 4–2 trong loạt sút luân lưu và giành Barclays Asia Trophy sau khi hòa không bàn thắng trong thời gian thi đấu chính thức, thủ môn của Pompey David James đẩy được hai quả sút luân lưu của Yossi Benayoun và Fernando Torres.

### Trung Quốc 2009
Các đội tham dự gồm: Hull City, Tottenham Hotspur, West Ham United và đội bóng từ Chinese Super League Bắc Kinh Quốc An.
Tottenham Hotspur đánh bại West Ham United 1–0 trong trận bán kết thứ nhất, cùng với Hull City gặp nhau trong trận chung kết khi đánh bại Bắc Kinh Quốc An 5–4 trong loạt sút luân lưu sau khi hòa 1–1 trong thời gian thi đấu chính thức.
Cả trận tranh 3/4 và chung kết đều diễn ra vào thứ Sáu, 31/7. West Ham United trận tranh 3/4 với chiến thắng 2–0 trước Bắc Kinh Quốc An. Trong trận chung kết Tottenham đánh bại Hull 3-0. Các cầu thủ ghi bàn là Robbie Keane (2) và Aaron Lennon.

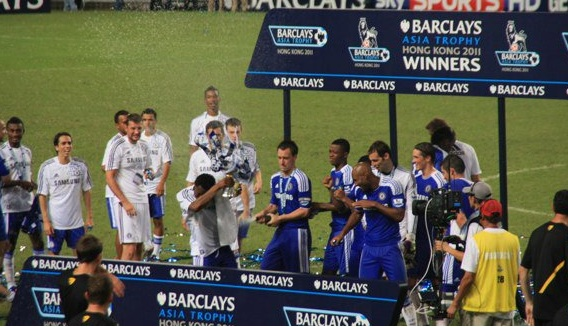
Đội vô địch năm 2011: Chelsea

### Hồng Kông 2011
Barclays Asia Trophy trở lại Hồng Kông năm 2011. Chelsea, Aston Villa, Blackburn Rovers và đội vô địch Hong Kong First Division League 2010–11, Kitchee, tham gia thi đấu tại Barclays Asia Trophy. Giải đấu loại trực tiếp bốn đội diễn ra trong hai ngày thi đấu thứ Tư 27 và thứ Bảy 30/7 năm 2011, với một trận chung kết và một tranh hạng ba. Tất cả các trận đấu diễn ra trên Sân vận động Hồng Kông.  Trận chung kết diễn ra giữa Chelsea và Aston Villa, Chelsea giành chiến thắng 2-0, qua đó lần thứ hai giành danh hiệu.

### Hồng Kông 2013
Premier League Asia Trophy 2013 diễn ra tại Hồng Kông từ 24 tới 27 tháng 7 năm 2013.
Các đội bóng tham dự là Manchester City, Tottenham Hotspur, Sunderland và South China.
Các trận bán kết diễn ra ngày 24/7, nhưng do mưa to, các trận đấu chỉ diễn ra trong 80 phút thay vì 90 phút. Trong trận đấu đầu tiên, Sunderland đánh bại Tottenham Hotspur 3-1 để vào chung kết. Manchester City đánh bại South China 1-0 trong trận bán kết còn lại.
Manchester City giành danh hiệu sau khi đánh bại Sunderland 1-0 ngày 27/7 năm 2013. Edin Džeko ghi bàn thắng duy nhất của trận đấu.

### Singapore 2015
Premier League Asia Trophy 2015 được diễn ra tại Singapore từ 15 tới 18 tháng 7 năm 2015. Với sự tham dự của Arsenal, Everton, Stoke City và Tuyển Singapore XI.Everton đánh bại Stoke trong trận bán kết đầu tiên trong loạt sút luân lưu sau khi hòa 0-0 trong 90 phút. Arsenal thắng tuyển Singapore XI trong trận đấu còn lại 4-0 với các bàn thắng của Chuba Akpom (3) và Jack Wilshere. Stoke và Singapore đá trận tranh hạng ba còn Everton gặp Arsenal trong trận chung kết, nơi Arsenal thắng 3-1.

### Hồng Kông 2017
Premier League Asia Trophy 2017 sẽ tổ chức ở Hồng Kông.

## Vô địch
| Năm           | Chung kết         | Chung kết     | Chung kết        | Tranh hạng ba     | Tranh hạng ba | Tranh hạng ba        | Địa điểm                            |
| Năm           | Vô địch           | Tỉ số         | Á quân           | Hạng ba           | Tỉ số         | Hạng tư              | Địa điểm                            |
| ------------- | ----------------- | ------------- | ---------------- | ----------------- | ------------- | -------------------- | ----------------------------------- |
| 2003 Chi tiết | Chelsea           | 0-0 (5-4 pen) | Newcastle United | Birmingham City   | 4-0           | Malaysia             | Sân vận động Quốc gia, Kuala Lumpur |
| 2005 Chi tiết | Bolton Wanderers  | 1-0           | Thái Lan         | Manchester City   | 1-1 (4-2 pen) | Everton              | Sân vận động Quốc gia, Băng Cốc     |
| 2007 Chi tiết | Portsmouth        | 0-0 (4-2 pen) | Liverpool        | Fulham            | 4-1           | South China          | Sân vận động Hồng Kông, Hồng Kông   |
| 2009 Chi tiết | Tottenham Hotspur | 3-0           | Hull City        | West Ham United   | 2-0           | Bắc Kinh Quốc An     | Sân vận động Công nhân, Bắc Kinh    |
| 2011 Chi tiết | Chelsea           | 2-0           | Aston Villa      | Blackburn Rovers  | 3-0           | Kitchee              | Sân vận động Hồng Kông, Hồng Kông   |
| 2013 Chi tiết | Manchester City   | 1-0           | Sunderland       | Tottenham Hotspur | 6-0           | South China          | Sân vận động Hồng Kông, Hồng Kông   |
| 2015 Chi tiết | Arsenal           | 3-1           | Everton          | Stoke City        | 2-0           | Tuyển Singapore XI   | Sân vận động Quốc gia, Singapore    |
| 2017          | Liverpool         | 2-1           | Leicester City   | Crystal Palace    | 2-0           | West Bromwich Albion | Sân vận động Hồng Kông, Hồng Kông   |